# Bisbat de Wrexham
El bisbat de Wrexham (anglès: Diocese of Wrexham; gaèlic: Esgobaeth Wrecsam ; llatí: Dioecesis Gurecsamiensis) és una seu de l'Església catòlica a Gal·les, sufragània de l'arquebisbat de Cardiff. Al 2017 tenia 33.897 batejats d'un total de 742.600 habitants. Actualment està regida pel bisbe Peter Brignall.

## Territori
La diòcesi comprèn els comtats administratius tradicionals gal·lesos d'Anglesey, Caernarfonshire, Denbighshire, Flintshire, Merionethshire i Montgomeryshire (les zones de govern local de Conwy, Anglesey, Denbighshire i Flintshire, Gwynedd, Wrexham i l'antic comtat de Montgomeryshire).
La seu episcopal és la ciutat de Wrexham, on es troba la catedral de la Mare de Déu dels Dolors.
El territori s'estén sobre 8.361km² i està dividit en 41 parròquies, agrupades en 6 deganats: Caernarfon, Colwyn Bay, Dolgellau, Flint, Rhyl i Wrexham.

## Història
La diòcesi va ser erigida el 12 de febrer de 1987 mitjançant la butlla Esse regnum del papa Joan Pau II, prenent el territori de la diòcesi de Menevia.

## Cronologia episcopal
- James Hannigan † (12 de febrer de 1987 - 7 de març de 1994 mort)
- Edwin Regan (7 de novembre de 1994 - 27 de juny de 2012 jubilat)
- Peter Brignall, des del 27 de juny de 2012

## Estadístiques
A finals del 2017, la diòcesi tenia 33.897 batejats sobre una població de 742.600 persones, equivalent al 4,6% del total.
| any  | població | població | població | sacerdots | sacerdots       | sacerdots       | sacerdots             | diàques | religiosos | religiosos | parroquies |
| ---- | -------- | -------- | -------- | --------- | --------------- | --------------- | --------------------- | ------- | ---------- | ---------- | ---------- |
| any  | batejats | total    | %        | total     | clergat secular | clergat regular | batejats por sacerdot | diàques | homes      | dones      |            |
| 1990 | 33.621   | 668.000  | 5,0      | 86        | 47              | 39              | 390                   | 6       | 47         | 225        | 44         |
| 1999 | 33.627   | 694.000  | 4,8      | 69        | 40              | 29              | 487                   | 12      | 29         | 173        | 45         |
| 2000 | 33.346   | 692.500  | 4,8      | 67        | 38              | 29              | 497                   | 12      | 41         | 171        | 45         |
| 2001 | 33.346   | 692.800  | 4,8      | 72        | 39              | 33              | 463                   | 10      | 33         | 158        | 44         |
| 2002 | 33.346   | 692.800  | 4,8      | 69        | 38              | 31              | 483                   | 10      | 31         | 162        | 43         |
| 2003 | 33.346   | 692.800  | 4,8      | 69        | 38              | 31              | 483                   | 10      | 31         | 155        | 43         |
| 2004 | 30.272   | 692.800  | 4,4      | 67        | 38              | 29              | 451                   | 9       | 29         | 153        | 43         |
| 2010 | 48.800   | 710.000  | 6,9      | 61        | 36              | 25              | 800                   | 10      | 25         | 135        | 41         |
| 2014 | 38.700   | 731.400  | 5,3      | 55        | 30              | 25              | 703                   | 11      | 25         | 117        | 41         |
| 2017 | 33.897   | 742.600  | 4,6      | 55        | 24              | 31              | 616                   | 12      | 31         | 100        | 41         |